# 戸井十月
戸井 十月（とい じゅうがつ、1948年〈昭和23年〉10月12日 - 2013年〈平成25年〉7月28日）は、日本の作家、ルポライター、映像ディレクター。factory喜望峰（株式会社 喜望峰）所属。

## 来歴
東京都新宿区生まれ。本名も同じ。10月に生まれたため「十月」と父親に名付けられた。
父は画家で、秩父事件研究の第一人者である戸井昌造。母は、人形劇団プークのリーダーだった、川尻東次・川尻泰司兄弟の妹・錦子。妻はイラストレーターの中村鈴子。母の妹の夫（義理の叔父）に俳優の西村晃がいる。
父の影響で画家を志し武蔵野美術大学に入学するが、学生運動に傾倒し中退。イラストレーター、ルポライターを経て作家となる。
暴走族の取材をきっかけに32歳でバイクの免許を取得して以来、南米を中心に50カ国以上、25万kmを越える距離を走破した。また、メキシコのバハ・カリフォルニア半島で行われる長距離デザートレース「バハ1000」（Baja1000）に日本人として最多出場の経歴も持つ。世界の五大陸をバイクで走破する「五大陸走破行」を実行、2009年11月完了した。
2000年にテレビ朝日で放送したプロデュース番組『ゴミと闘う賢者の知恵』で、第9回EARTH VISION 地球環境映像祭入賞。また2005年に、フィリピン残留日本兵についての番組、『生き抜く 小野田寛郎』（NHK BS-hi、構成・演出・出演）を制作し、ATP賞テレビグランプリのドキュメンタリー部門優秀賞を受賞。俳優としての活動もあり、主演映画『狼』では、気絶した大杉漣と水月円を両肩に担ぎあげて歩く場面などがあって、相当な馬力の主であったことを伺わせる。
少年時代より水木しげるのファンであり、彼と妻布枝に対して取材を行った。
2013年7月28日午後0時20分、肺がんで死去。

## 年表
- 1967年 東京都立広尾高校卒業
- 1970年 武蔵野美術大学中退
- 1975年 フリーライター集団『プレス75』を結成 （1980年解散）
- 1983年 北米大陸をバイクで縦横断
- 1986年 バイクでシルクロードを走破
- 1987年 バイクで北南米大陸縦断（-1988年2月）
- 1988年 バイクでカリブ海の島々（ドミニカ、キューバ等）を縦走
- 1990年 バイク、四輪で南米大陸一周の旅
- 1993年 チャーター便で、フィジー諸島を巡る旅
- 1995年 『ラリー・レイド・モンゴル』参加
- 1997年 モハメド・アリ取材
- 2002年 キューバ取材（フィデル・カストロ議長と会う）
- 2013年7月28日、東京・聖路加国際病院にて肺がんで死去[8]。

## 作品

### ノンフィクション
- 『冒険スポーツ入門』ベストセラーズ 1977
- 『旗とポスター 戸井十月デザインノート』晶文社 1978.3
- 『硬派れ <落ちこぼれ>が天下をとる!』かんき出版 1979.7
- 『スポーティングライフ入門』晶文社 1979.7
- 『シャコタン・ブギ 暴走族女リーダーの青春』角川書店 1980 のち文庫
- 『セイリング 俺たちは走るために生まれてきた 戸井十月対論集』八曜社 1981.3
- 『デッドエンドジルバ 夜の少年夏の少女』サンマーク出版 1982.9
- 『往く道は、風 北米大陸横縦断バイク一万四千キロ』角川書店 1983.10
- 『マグナム・ハイウェイ ハードボイルド旅行ノート』現代出版 1984.6
- 『冒険王 路地から世界ヘ』講談社 1985.7
- 『戸井十月「健康」術・気持いい体がほしい』晶文社 1987.5
- 『風大陸 北南米大陸縦断バイクの旅』田口信治写真 読売新聞社 1988.3
- 『陽と風の道標～北南米大陸横断3万キロ』（写真：田口信治、講談社、1989）
- 『荒野から 男をみがく冒険旅行のすすめ』スコラ 1989.12
- 『熱き風の彼方へ 荒野からの伝言』PHP研究所 1989.3
- 『旅の空、遠い声』PHP研究所 1992.12
- 『エルドラドへの道』朝日新聞社 1992.7
- 『南の貌 南米大陸一周の旅より』平塚隆写真 第三書館 1994.2
- 『Fiji～南の島の物語～』小学館、1995
- 『旅人に訊け』晶文社、1995
- 『世界で一番贅沢な旅』小学館、1999
- 『越境記 五大陸走破行全記録＜1＞』B.R.サーカス社、1999
- 『ロシナンテの肋 ～チェ・ゲバラの遥かな旅』集英社、2000（文庫版は『チェ・ゲバラの遥かな旅』）
- 『52歳、駆け抜けたアフリカ 越境記2 五大陸バイク走破行第3弾』新潮社、2001
- 『それでも世界は美しい』アミューズブックス、2002
- 『カストロ、銅像なき権力者』新潮社、2003
- 『「一宿一飯」地の果てまで』講談社＋α文庫、2003
- 『小野田寛郎の終わらない戦い』新潮社、2005
- 『遙かなるゲバラの大地』新潮社、2006
- 『植木等伝「わかっちゃいるけど、やめられない!」』小学館、2007、文庫 2010
- 『ゲバラ最期の時』集英社 2009.1
- 『道、果てるまで』新潮社2011､4
- 『戸井十月 全仕事』小学館2016､6

### 小説
- 『爆裂都市』長篇バイオレンス 徳間書店 1982.2
- 『超人戦争 フランケンシュタイン・シンドローム』角川ノベルス 1984.2
- 『闘いの詩』角川文庫 1985.3
- 『風の漂流者』長篇冒険小説 徳間ノベルス 1985.7
- 『灼けた夢のバラード』角川文庫 1986.5
- 『よろしく、ベイ・シティ Born to run 1』角川文庫 1987.2
  - 『走れ、コヨーテ Born to run 2』角川文庫 1988.4
- 『On the road again』講談社文庫 1987.6
- 『ラ・パスで会おう』扶桑社 1987.5
- 『風の旅団』講談社文庫 1988.3
- 『摩天楼区アベニューC』集英社文庫 1988.8
- 『南へ From the border』講談社 1990.8
- 『鷲と蠍』講談社 1991.7
- 『アディオス 道端で出会い、そして別れる九つの人生』勁文社 1991.3
- 『越境者』講談社、1993
- 『ボーダー』双葉社、1994
- 『海人（うみんちゅ）』双葉社、1994
- 『Coco 椰子の木になった少年の物語』新潮社 1995.2
- 『カチーナの石』講談社 1997.10
- 『デウス』双葉社、1998 のち文庫

### 漫画原作
- 『JUNK』講談社アフタヌーンKC、1994、全2巻（作画：土光てつみ）

### 翻訳
- A・チェリー＝ガラード『世界最悪の旅』小学館、1994
- ジェイムズ・フェニモア・クーパー『モヒカン族の最後』講談社、1999

### 写真集
- 『止められるか、俺たちを―暴走族写真集』第三書館、1979

### 共著編
- 『明日は騒乱罪』第三書館、1980年・戸井編・糸井重里・岡留安則・笠井潔・亀和田武・田家秀樹・田村光昭・生江有二・橋本治・森永博志・三橋俊明共著 
  - 『新版 明日は騒乱罪』2011年・第三書館
- 『十中八九は御乱心』宇崎竜童共著 八曜社 1981.11
- 『爆裂都市』ロックンロールフィルム・ブック 石井聡亙共編著 八曜社 1982.3
- 『熱風街道10000粁』フロム・エー編集部共著 リクルート 1986.10

## 映像

### テレビ・ラジオ
- 文化放送『セイ!ヤング』DJ（1977年）
- NHK『若い広場』司会、レポーター（1978年）
- テレビ朝日『どーする!?TVタックル』ゲストパネリスト（1989、90年）
- TBS『いのちの響』
- テレビ東京『南米大陸3万キロ冒険の旅　エル・ドラドへの道』（1992年）
- テレビ朝日『ゴミと闘う賢者の知恵』（2000年4月、プロデュース）
- 旅チャンネル『戸井十月の南米大陸大紀行』（2006年、全6回）
- 旅チャンネル『戸井十月の北米大陸大紀行』
- 旅チャンネル『戸井十月の遥かなる南の海人を訪ねて』
- 旅チャンネル『戸井十月のブラジル大紀行』
- 旅チャンネル『戸井十月のメキシコ・悪魔の半島縦断記』
- 旅チャンネル『戸井十月のユーラシア大陸大紀行』（2010年、全12回）
- NHKBShi『生き抜く 小野田寛郎』（2005年5月、構成・演出・出演）
- NHK教育 『知るを楽しむ 私のこだわり人物伝』 チェ・ゲバラ 革命への旅 （2007年12月、全4回）
- NHK総合『課外授業 ようこそ先輩 近所の外国人に「はじめまして!」』（2008年3月8日）
- NHKBShi『わたしが子どもだったころ「作家 戸井十月」』（2008年7月16日）、「エッセイスト 山村レイコ」』出演、語り、ディレクター（2009年7月1日）
- NHK総合『漫画家夫婦の旅路 水木しげると妻布枝』出演、ディレクター（2010年3月25日）
- NHKBShi『プレミアム8＜紀行＞ 戸井十月 ユーラシア横断3万キロの旅』（2010年、全4回）

### 映画
- 『爆裂都市 BURST CITY』（1982年、石井聰亙監督、東映セントラル配給 ）原作、企画、出演
- 『狼』（1982年、高橋伴明監督、ジョイパックフイルム配給 ）主演
- 『TATTOO＜刺青＞あり』（1982年、高橋伴明監督、ATG配給 ）出演、PR
- 『風の国』（1990年制作、91年東映系で公開／主演：三浦友和 ）脚本、監督

### 写真
- 2000年：写真展『路上にて…』
- 2001年：写真展『アフリカ大陸縦断』

## 五大陸走破行
世界五大陸をバイクで走破する『五大陸走破行』を実行した。
- 1大陸目：北米大陸一周行（1997年5月-8月）
- 2大陸目：オーストラリア大陸一周行（1998年7月-8月）
- 3大陸目：アフリカ大陸縦断行（2001年2月-6月）
- 4大陸目：南米大陸1周行（2005年4月-8月）
- 5大陸目：ユーラシア大陸横断行（2009年7月-11月）